# Odin
 For alternative betydninger, se Odin (flertydig). (Se også artikler, som begynder med Odin)
Odin (/ˈo·din/; fra oldnordisk: Óðinn, [ˈoːðinː] "raseri") er i nordisk mytologi en af de mest fremtrædende guder i den traditionelle nordiske religion; han forbindes i særlig grad med:
- Krigslykke og de i krigen faldne.
- Kongemagt.
- Runemagi.
- Visdom.
- Skjaldekunst; dertil havde han store kundskaber om sejd.

Han er gift med Frigg.
I lighed med de andre nordiske guder er hans virkeområde meget komplekst, og det er svært at beskrive, hvad han er gud for. Han omtales i kilderne gerne med andre navne. Hyppigt bruges tilnavnet Alfader, andre gange kaldes han Ygg (den frygtelige) eller Jolner, og under dette navn optrådte Odin som julens gud. De forskellige navne afspejler Odins mange funktioner og roller. I myterne beskrives han ofte som en høj, enøjet og gråskægget mand. På billeder ses han ride på den ottebenede hest Sleipner med spyddet Gungner i den ene hånd og fulgt af ravnene Hugin og Munin samt ulvene Gere og Freke. Men Odin var formskifter af natur; optrådte i utallige skikkelser og ofte i forklædning, som i kvadet om Gråskæg fra Ældre Edda. I myterne beskrives han som besat af at skaffe sig mere viden og lærdom, og han rejste ofte vidt omkring; enten flyvende som en fugl eller ridende på hesten Sleipner.
De islandske kilder fra middelalderen beskriver ham som overhoved for aserne, der udgjorde den vigtigste gudeæt. I det nordiske verdensbillede var Odin den mest magtfulde konge. Den begrænsede udbredelse af hans navn i stednavne i forhold til fx Thor og Frej tyder på, at hans kult aldrig var særlig udbredt, på trods af at han var gudernes konge. Andre kilder viser, at det primært var eliten, der dyrkede ham: Han var kongerne og stormændenes gud. Almindelige mennesker ville ikke vende sig til ham, og derfor kom han kun til at lægge navn til få steder. I de tre tilfælde, hvor vi møder navnet Odinkar, blev det fx båret af personer af fornem æt.
I den nordiske mytologi var gudernes funktioner ikke nødvendigvis forbeholdt én guddom; f.eks. var det ikke kun Odin, der blev dyrket som krigsgud. Den lidt blegere gudeskikkelse Tyr udfyldte samme rolle. Han blev primært dyrket af de almindelige soldater, mens Odin var høvdingenes og kongernes gud, også i krigen. En anden krigsgud var Thor. Hans funktion var dog i høj grad knyttet til hans rolle som menneskehedens beskytter mod destruktive og fjendtlige kræfter. Som krigsgud var Odin ikke altid til at stole på, for selv om han havde lovet sejr, kunne han vælge at give den til modparten.

## Oprindelse
I før-kristen tid blev Odin også dyrket i det øvrige germanske område; han var f.eks. kendt som Woden i det angelsaksiske England og Wodan på oldhøjtysk; det blev til Wotan, som er det navn, han optræder under i Richard Wagners operaværk Nibelungens Ring. Navnet stammer sandsynligvis fra det protogermanske ord *Wōđinaz eller *Wōđanaz (intet af det sprog er bevaret, ordet er derfor rekonstrueret ud fra kendte sprog). Den ældste kendte indskift med navnet er fra begyndelsen af 400-tallet gengivet med formen Wōđnas, som forekommer på en brakteat fundet i 2020 i Vindelev i Danmark. Det er foreslået, at dyrkelsen af Odin kan have spredt sig nordpå fra Rhinegnene i det første århundrede e.Kr. og nået Skandinavien sammen med kendskabet i 400-tallet. Her erstattede asekulten en oprindelig frugtbarhedskult. Odin optræder som krigsgud i sydgermanske kilder fra 400- til 700-tallet.
Det skandinaviske navn Óðinn udviklede sig fra det urnordiske navn *Wōdin i løbet af germansk jernalder. Kunsthåndværk af vendeltypen, brakteater og billedsten fra germansk jernalder hører til blandt de ældste fremstillinger af scener, der med sikkerhed kan forbindes med myter kendt fra den nordiske middelalder. Mange af figurerne på disse genstande forestiller ganske sikkert Odin. Overvægten af odin-portrætter hænger sandsynligvis sammen med, at genstande af guld som fx brakteater var så kostbare, at kun overklassen havde råd til at erhverve dem, hvilket tyder på, at Odin allerede på dette tidspunkt var aristokratiets gud. Det er derfor blevet foreslået, at dyrkelsen af aseguderne med Odin i spidsen på det tidspunkt erstattede en oprindelig vanekult. Årsagen kan være, at en ny samfundselite opstod som følge af de begivenheder, der i dag er kendt som folkevandringstiden.
Andre kilder tyder på, at dyrkelsen af Odin begyndte længe før. Den romerske forfatter Tacitus, der skrev et etnografisk værk om Germanien omkring år 100 e.Kr., beskriver en germansk guddom, som han omtaler med det romerske navn Mercurius. Dette navn tolkes gerne som en romersk oversættelse af Odin, da de begge blev opfattet som psykopompos, "leder af sjælene (til dødsriget)." Andre paralleller mellem dem var handel, visdom og lærdom, og at de begge rejste over himmelen ved brug af guddommelige hjælpemidler.
Den keltiske gud Lugus havde flere paralleller til Odin: De var begge forbundet med magi og poesi; de portrætteredes begge med ravne og spyd som attributter og var begge énøjede. Et sandsynligt område, hvor de to kulturer kunne være smeltet sammen, var hos de germanske chattere, som levede i grænseområdet mellem de keltiske og germanske regioner i det nuværende Hessen. [kilde mangler]

### Guddommelige funktioner
Odins oprindelige funktion kan meget vel have været rollen som ledsager for de døde og som dødsgud, men han var også nært knyttet til heste, spyd og med hamskifte. Hans egen hest hed i de nordiske kilder Slejpner, og den brugte han til sine rejser mellem de forskellige verdner. Han kunne også rejse i skikkelse af en ørn over himmelen, men i modsætning til andre himmelguder og skaberguder i andre kulturer blev han i Norden aldrig opfattet som en almægtig hersker over himmel og jord.
I de yngste kilder optræder han konsekvent som krigsgud, skabergud og gudernes konge. Denne udvikling til gudekonge hænger sandsynligvis sammen med etableringen af kongeriger i Norden. Han var en gammel guddom, men havde også en særligt sammensat karaktér, der afspejlede den nye institution. Med andre ord var Odin ganske sikkert ikke et sent indlån fra en anden kultur; en teori, der primært bygger på Snorres fortælling om de indvandrende aser. Det er først i overgangstiden mellem hedenskab og kristendom, at Odin bliver til den almægtige ’’Alfader’’, som kendes fra de islandske skrifter, og var da ved at glide sammen med den kristne gud. Selve navnet Alfader er dog et gammelt tilnavn. Odin ejede også andre magiske genstande; en af dem var spyddet Gungnir, der ikke kunne bremses, når det blev kastet mod fjenderne. En anden var guldringen Draupnir, hvorfra otte identiske ringe af guld dryppede hver niende nat.
Trods sin rolle som krigsgud beskrives Odin kun sjældent som aktivt kæmpende, ligesom man ikke har tillagt ham krigeregenskaber som styrke og mod. Han var snarere kendt for sin strategiske snilde og evnen til at bedrage. Han tog ikke hensyn til moral og retfærdighed, og man blótede (ofrede) til ham før en kamp, for at købe sig til et fordelagtigt resultat, ikke for at opnå en glorværdig sejr. Måden, man ofrede til Odin på, var hængning og stik eller kast med spyd. Fra sagaerne kendes fx flere beskrivelser af et bestemt ritual, en hærfører udførte før et slag: Før kampen begyndte slyngedes et spyd mod fjenden, for at ví dem til Odin: Dette er en gentagelse af indledningen til den første mytologiske krig, som begyndte, da Odin kastede sit spyd. Det var måske dette ritual, hvor fjenderne dedikeres til Odin, som smittede af på dødsguden og gjorde ham til krigsgud.
Selv da Odin var blevet krigsgud og konge, fungerede han stadig som dødsgud. På sin borg Valhal samlede han de bedste af menneskenes krigere, som faldt i kamp. De blev kaldt einherjerne. De skulle kæmpe for ham og guderne mod jætterne og kaosmagterne i Ragnarok. Einherjernes lod var ligesom Odins ikke evigt liv, men at falde i det yderste slag ved dommens dag. De befandt sig indtil da i en liminalfase mellem livet og deres endelige død. Valhal var Odins måde at forsøge at omgå udfaldet af Ragnarok på, og hans primære opgave i de mytologiske fortællinger var således at udsætte hans egen uafvendelige død og destruktionen af den verden, han selv havde skabt. De, som Odin udvalgte til at bo i Valhal, var dog kun heltene, de store ledere, fyrsterne og kongerne.
Den eneste reference til Valhal i Ældre Edda stammer fra Grímnismál, hvilket tyder på, at denne forestilling om et overjordisk krigerparadis opstod på et sent tidspunkt under kristen påvirkning. Valhal var sandsynligvis en videreudvikling af ældre forestillinger om, at de faldne krigere fortsatte deres sidste kamp i gravhøjen, og at den udgjorde det oprindelige dødsrige. Oprindelig havde hans rige været graven, men da Odin gradvist overtog rollen som krigsgud og Alfader, blev Valhal til et lyst og venligt sted.  Spor af paradisiske dødsriger hos andre indoeuropæiske kulturer taler dog imod ideen om, at et venligt dødsrige ikke fandtes i Norden tidligere.
Odin var også gud for inspiration, magi og poesi. Han opnåede stor visdom og kendskab til runernes hemmeligheder, da han hængte sig selv i verdenstræet Yggdrasil. Dette var imidlertid kun en åndelig død, hvor han ofrede sig selv til sig selv. I en anden fortælling ofrede han sit ene øje for at kunne drikke af Mimers brønd, hvilket sikrede ham umådelig visdom. Hans navn bliver gerne oversat med raseri, men betyder sikkert snarere ekstase; både krigerens og digterens inspiration og genialitet. Valknút er et symbol for Odins evne til at løse og binde mænd; på slagmarken kunne det give sig udslag i enten paralysering (båndlæggelse af sindet) eller rus (frigørelse fra al frygt og selvkontrol).
Flere forskere har fremført teorier om, at Odin-forestillingerne i virkeligheden er sent indlån i nordisk sammenhæng, eksempelvis E. A. Ebbinghaus, Jan de Vries og Thor Templin. Denne teori støttes til dels af nogle passager i de islandske sagaer, eksempelvis den, hvor det fortælles, at Odin engang blev smidt ud af Asgård af de andre guder, hvilket virker usandsynligt for en alfader-figur. [kilde mangler] Både de Vries og Templin mener desuden, at Loke og Odin oprindelig har været én og samme figur, der blev splittet i to i den tidlige vikingetid. [kilde mangler]

### Rolle i myterne
I myterne blev der lagt stor vægt på, hvordan Odin opnåede sine magiske evner, og måden, han videregav dem på. Han var derfor gerne på farten og rejste langt mellem de forskellige verdner på jagt efter mere viden, nye magiske færdigheder eller genstande. Han optrådte lig en jordisk konge, når han sad i sit højsæde Lidskjald, men han var samtidig uberegnelig, fulgte udelukkende sine egne mål og kunne fremprovokere krige, som det passede ham. I både myter, digte og sagaer findes der mange hentydninger til hans svigefulde karakter. I modsætning til Thor brugte Odin derfor også gerne list og magi for at overvinde sine fjender og gik ikke af vejen for bedrag, for at skaffe sig selv en fordel. Odins store visdom gav ham indsigt i verdens skæbne og magisk magt, og som konge var det hans ansvar at forberede guderne på fremtiden og ruste sig til fjendernes angreb.
Ligesom de andre nordiske guder var Odin ikke udødelig; han ville falde og dø en fysisk død i det sidste slag under Ragnarok, hvor kun gudernes børn ville overleve. Han var dog skabergud, da han sammen med sine to brødre Vile og Ve skabte Jorden ud fra urjætten Ymirs døde krop, efter at de havde dræbt ham. I rollen som skaber omskabte Odin en allerede eksisterende, men fjendtlig, verden til en brugbar jord. Han omformede derved naturressourcerne til noget brugbart. Odins skaberkraft skal sammenlignes med en dygtig håndværkers evner, og med den omformede han naturen og gjorde den til kultur. I den nordiske kosmologi var naturen ultimativt associeret med døden og derfor meget uønskværdig – gennem omskabelse kan den i realiteten uundgåelige død udskydes. Ønsket om at snyde døden og udsætte ragnarok står stærkt i myterne.
I flere fortællinger er Odin beskrevet som en gammel gråskægget vis mand og vandringsmand, iklædt bredskygget hat, kappe og med en lang stav i hånden. Ofte er han også til hest, og hans ottebenede hest Slejpner kan løbe over både land, himmel og hav og kan bringe sin rytter helt ned til dødsriget. Af nogle kilder fremgår det, at Slejpner bringer de døde helte fra valpladsen til Valhal. Når han sidder på sit højsæde i Lidskjalv, har han to ravne siddende på sine skuldre; deres navne er Hugin og Munin (Tanken og Mindet, dvs. Hukommelsen). De kan se hver en bevægelse i hele verden og høre hver en lyd; intet kan derfor holdes skjult for dem. Ved hans fødder ligger de to ulve Gere og Freke (begge navne betyder grisk/grådig). Ravnene fremstår i de yngre kilder som personifikationer af hans tanke og sind, men oprindelig knyttede de sig til Odin i deres egenskab af ådselædere.
Odins mytologiske oprindelse og slægtskabsforbindelser er mest fyldigt beskrevet af islændingen Snorre Sturlason, som i fortællingen Gylfaginning oplyser, at han er søn af jættekvinden Bestla og Borr, og at han havde de to brødre Vile og Ve. Ud fra slægstermerne i det patriarkalske nordiske samfund var Odins æt således noget andet end jætternes, selv om hans mor var jætte. Sammen med sine to brødre dræbte han urjætten Ymer og dannede verden af hans krop. Drabet blev et væsentligt konfliktpunkt i mytologien og var bestemmende for forholdet mellem Odins og Ymers slægt. Selvom de to ætter i realiteten var meget nært beslægtede, blev de dødelige fjender som følge af Odins mord på jætternes stamfar.
Med Fjørgyn/Jord har Odin sønnen Thor, men hans retmæssige hustru er dog Frigg, sammen med hvem han har sønnerne Balder, Høder og Hermod. Med jættekvinden Rind har han tillige sønnerne Skjold og Vale. Med jættekvinden Grid har han sønnen Vidar. Hans forbindelse til Freja er dog uklar; hendes ægteskabelige status var usikker, og ifølge myterne var hun gift med Od; han kan være identisk med Odin. Måske var Freja hans frille, eller også var hun og Frigg oprindelig én og samme person, der siden blev splittet i to.

## Dyrkelse af Odin
Selv om Odin ifølge de islandske kilder er den fremmeste guddom, er der dog grund til at antage at Odin ikke har samme grad af popularitet som andre guder; f.eks. er relativt få byer opkaldt efter ham. En af dem er formentlig Odense. Andre guder som Frej og Thor er langt stærkere repræsenteret i det onomastiske materiale med adskillige forekomster af bynavne som Frøstrup og Torsted. At han længe har haft en fremtrædende plads i de religiøse forestillinger, kan dog ses af at ugedagen onsdag er opkaldt efter ham. Traditionelt har man ment at Odin overhovedet ikke blev dyrket i Island, fordi fraværet af et aristokrati betød at det befolkningssegment som normalt dyrkede Odin ikke fandtes, i modsætning til f.eks. Thorsdyrkerne. Den eneste grund til at han overhovedet optrådte i den islandske litteratur, skulle være udenlandsk påvirkning især fra skjaldetraditionen. Idéen bygger på Georges Dumézils tredelingsteori, men tager ikke højde for de øvrige aspekter af Odinfiguren: at han var en omskiftelig karaktér, og derfor beroede identifikationen af ham og hans rolle på fortolkning. Gudrun Nordal mener imidlertid på baggrund af især gravmateriale at kunne se tegn på at Odin også blev dyrket i Island i forbindelse med begravelser. Digtning fungerede måske som en form for offer til Odin. Poesien var Odins sprog, og digterne udførte et ritual til ham (tolket på grundlag af Snorres forklaring). Fremsigelse af digte kunne også være en måde at tilegne ofringer til Odin.

### Odin-kultens alder
Blandt religionsforskere hersker der uenighed om kultens alder. Asernes vandring mod vest er sat i forbindelse med
- indoeuropæernes spredning fra Asien til Europa i yngre stenalder, dvs i Norden i begyndelsen af tredje årtusinde f.Kr; men også med
- konkrete historiske begivenheder, som goternes vandring mod syd til kysten af Det Sorte Hav i de første århundreder e.Kr, og mod nord med herulerne, hvorved Odin-kulten kom til Norden i folkevandringstiden. Arkæologisk findes der ingen spor efter Odin-dyrkelse eller asatro i Norden før begyndelsen af folkevandringstiden.[43]

I Eddaens beskrivelse af Odins slægtsforhold nævner Snorre Odins oprindelige navn, nemlig Voden, og tilføjer at det er ham, "vi kalder Odin". Voden, dvs Wotan, var germanernes gamle guddom for krigsekstase, raseri, storme, for magi og religiøse ceremonier. Til forskel fra Odin var han ikke klart personificeret, men hans funktion ses tydeligt som en del af Odin-skikkelsens yderst sammensatte karakter. Muligvis blev Voden og goternes hovedgud Gaut i folkevandringstiden forenet til den Odin de norrøne kilder beretter om, og også gjort til konge over et folk, aserne. Hertil kommer Snorres historie om asernes indvandring fra Asien, der kan betragtes enten som fri digtning, eller som en myte med en historisk kerne. Men tolker man ordet "aser" som "asiater", kan ordet henvise til hunnerne, som dukkede op i Europa ved slutningen af 300-tallet. Hunnerne nedkæmpede nogle germanske stammer; andre allierede de sig med. Meget lidt vides om deres religion, men sandsynligvis har den – som den kinesiske statsreligion og den mongolske under Djengis Khan – været shamanistisk. Under påvirkning af hunnerne blev shamanisme ifølge denne opfattelse noget man også i Norden begyndte at knytte til den højeste gud og officiel religionsudøvelse. Mens de sydlige germanere gik over til arianismen og Bibelens persongalleri, udviklede de nordlige germanere således en gudeverden af vaner, æser og jætter som sagaerne har overleveret.

### Blót
Det fremgår af flere primærkilder at man i Norden bl.a. ofrede til Odin som led i de ceremonier, der blev kaldt blót. Adam af Bremen beretter f.eks. om en stor offerfest ved templet i Uppsala, som hvert niende år samlede tilbedere fra hele Sverige. Her blev både trælle og, som han skriver, hanlige eksemplarer af hver dyreart hængt fra træernes grene. Thietmar af Merseburg beretter om lignende kultfester i Lejre på Sjælland. Ud fra beretningen i Hávamál om Odins egen hængning og hans tilnavn, Hángatýr (de Hængtes gud), må det formodes at menneskeofringer af denne type i vikingetiden og måske før, var knyttet til Odin. I Ynglingesaga er der en beretning som også kan bekræfte denne teori. Den fortæller om den svenske sagnkonge Aun, som det var blevet åbenbaret at Odin ville forlænge hans liv hvis han ofrede en af sine sønner hvert tiende år. Ni sønner mistede ifølge sagaen således livet, indtil svenskerne stoppede ham, idet han skulle til at ofre den tiende og sidste.
I andre sammenhænge ofrede man til Odin i krisesituationer; i visse situationer også mennesker. I et berømt eksempel, der findes i både Gautreks Saga og Gesta danorum var det endda en konge, som måtte lide døden. Kong Vikar var på rejse med sine mænd, da de blev ud af kurs, de trak derpå lod om hvem der skulle ofres til Odin for bedre bør. Loddet faldt på kongen, og han blev derfor hængt. I sagaerne fortælles det også at svenskerne havde ofret to sagnkonger, Domalde og Olof Trätälja, til Odin efter flere års hungersnød. Beretninger om krige tyder også på at drab på fjender i et slag blev opfattet som en ofring til Odin; flere steder beskrives et ritual som en hærfører udførte forud for kampen, hvor han viede sine fjender til Odin. Dennes uberegnelighed i krig var dog kendt af enhver; nogle gange forrådte han sine favoritter, og lod dem tabe et slag og lide døden, hvilket Loke håner Odin for i Lokasenna.
I mange kilder fremgår det at ofre blev viet til Odin ved et spyd; det kunne f.eks. ske ved at den hængte blev ramt med et spyd, lige som når en hærfører råbte "Odin eje jer alle!" mod fjendehæren før et slag efterfulgt af et spydkast. Ofring til Odin gav adgang til Valhal på linje med døden på slagmarken; i realiteten var et ligbål og/eller et spydstik i liget ganske sikkert tilstrækkeligt til at den afdøde kom til Odin. Dette gjaldt også for kvinder, og i flere kilder refereres der til egentlige enkebrændinger, så hustruen tilsyneladende kunne følge sin ægtemand til Odins hal.
Foråret og begyndelsen af sommeren, dvs. midten af april, var sandsynligvis det tidspunkt hvor de årlige ofringer til Odin normalt fandt sted. I Ynglingesaga bliver en af de store årlige højtider beskrevet som at sumri, þat var sigrblót ("om sommeren, for sejr"); og Odin blev i alle nordiske kilder konsekvent forbundet med sejr.

### Sejd
Odin omtales som en stor sejdmager. Sejd var en shamanistisk teknik, og shamanisme har været udbredt i hele Nordøsteuropa, Asien og Nordamerika op til moderne tid. Forestillinger om et centralt verdenstræ parallelt med det nordiske Yggdrasil genfindes i flere nordøsteuropæiske og nordasiatiske kosmologier, hvor det fungerede som bindeled mellem forskellige verdner. Mange af Odins egenskaber kan også genfindes i andre shamanistiske kulturer; f.eks. er shamanens vigtigste rolle at fungere som bindeled mellem menneskenes og gudernes verden. Rejserne mellem verdenerne gør ham i stand til at opnå viden der ellers var hemmelig, eller møde personer som ellers er døde. Dyr bliver ofte benyttet som transportmiddel på sådanne transcendente rejser.
Odins hængning og selvofring i træet hvor han opdagede runerne fungerede som en initiation, der bragte ham fra en tilstand af uvidenhed til visdom. Smertefulde teknikker er udbredte i mange kulturer når unge shamaner skal oplæres, ligesom forestillingerne om fødsel og genfødsel af shamanen. Det fremgår af digtet at flere personer er til stede under Odins initiation: de gav ham hverken mad eller drikke i de ni dage og nætter hvor han hang gennemboret af et spyd. Dette kunne være Odins adoption ind i sin mors egen slægt, da en tåget passage refererer til jætten Bøltorns søn, dvs. hans egen morbror. Denne jætte kunne være Mimer, men det fremgår ingen steder. Hængningen indviede ham i jætternes slægt og gav ham adgang verdens hemmelige viden; han samlede runerne op fra jorden, dvs. underverdenen. Selv om han nu var blevet en del af sin mødrene slægt og havde fået del i dens viden, gengældte Odin aldrig denne gave; i stedet dræbte han stamfaren Ymer og fralagde sig dermed sit slægtskab.
I Norden blev sejd beskrevet som en af mest kraftfulde kunster, men normalt også opfattet som noget feminint. Det var derfor en særlig ritualteknik knyttet til kvindelige præstinder og guder, især blev Freja tillagt stærke kræfter. Det betød at mandlige udøvere kvindagtiggjorde sig selv, hvilket blev anset som stærkt nedværdigende i det før-kristne nordiske samfund. En mand, der blev grebet i at udøve sejd, blev derfor opfattet som ergi dvs. umandig. I myterne fortælles det at det var Freja som første gang lærte aserne sejdkunsten. Den var derfor i særlig grad forbundet med vanerne. Odin var også forbundet med denne gudeæt i andre forhold, fx havde både han og vanerne magt over døden, og Frejas ellers forsvundne ægtemand Od kan oprindeligt have været Odin.
En vigtig del af fortællingerne om Odin er hans fugle, de to ravne Hugin og Munin. Odins dyr fungerede i tekster og på billeder som hentydninger til ham selv. De er en del af ældre forestillinger, og optræder på billeder fra jernalderen. I shamanistisk tradition repræsenterer fugle seerens eller shamanens sind, der kan flyve frit over lange afstande og se vidt omkring, helt uafhængigt af kroppen.

## Overlevende forestillinger om Odin
Religionsskiftet i Norden var en langvarig proces, hvor kristendommen langsomt spredte sig, hovedsagelig fra samfundets top og fyrsterne nedad mod den almindelige befolkning. I den brede befolkning var der fortsat, længe efter den officielle kristning, en udbredt tro på Odin og de øvrige før-kristne guder og mytologiske væsner.
Det sidste slag i Skandinavien, hvor Odin blev fejret for sejren, var slaget ved Lena i 1208. Den landflygtige svenske konge Sverker var vendt tilbage i spidsen for en stor dansk hær, og han stod nu over for en langt mindre svensk hær ledet af den nye konge Erik. Det fortælles at Odin viste sig foran de svenske linjer ridende på Sleipner. Han ledte derpå det svenske angreb og gav dem sejren.
I Baglersagaerne nedskrevet i 1200-tallet, indeholder beskrivelser af begivenheder fra de to første årtier af samme århundrede optræder den samme episode også. Det fortælles her at en enøjet rytter, der bar en bredskygget hat og en blå kappe, bad en smed om at sko sin hest. Den mistænksomme smed spurgte derpå den fremmede, hvor han havde været den foregående nat. Den fremmede nævnede steder så langt borte, at smeden ikke kunne tro på ham. Den fremmede fortæller også, at han længe havde opholdt sig i nord, hvor han havde deltaget i flere slag, men at han nu var på vej til Sverige. Da hesten var blevet skoet, steg den fremmede atter op og sagde: "Jeg er Odin" til den lamslåede smed og rider bort. Slaget ved Lena fandt sted den følgende dag. Baggrunden for denne historie er at der for nylig var indgået en fred i Norge, og at krigsguden Odin derfor intet længere havde at gøre der.
I en kongesaga fra 1260'erne, Håkon Håkonssons saga, fortælles det, hvordan Skule Bårdsson engang i 1230'erne havde bedt skjalden Snorre Sturlason forfatte et digt, hvori én af Skules fjender blev sammenlignet med Odin, så de begge blev beskrevet som bringere af strid og splittelse. Denne episode er ikke en indikation af en fortsat dyrkelse af Odin, men viser snarere at mindet om hans navn på dette tidspunkt stadig var levende.
I den senere skandinaviske folklore blev Odin længe husket som leder af den vilde jagt. I flere beretninger var målet for denne jagt tilsyneladende at indfange og dræbe en kvinde. Hvem hun var, er ikke entydigt, men mange steder var den skovboende huldre. I Danmark var han flere steder erstattet af kong Valdemar eller ridder Grøn som leder af jagten. Digteren B. S. Ingemann skrev således om ham:
Tit korser arme bonde sig end på natlig sti,
når jægere og hunde ham suse vildt forbi.

## Navne
I de nordiske kilder optrådte Odin under mange forskellige navne. Lotte Hedeager mener at de mange navne er en indikation af at han blev opfattet som herre over al ting. I skjaldetraditionen benyttede man kenninger som indirekte referencer til steder og figurer, en metode der i mindre omfang også kendes fra eddadigtiningen. I andre myter, som dem der kendes fra både Ældre og Yngre Edda bruges dæknavne som et element i fortællingen; f.eks. optrådte Odin under navnet Bølværk på sin færd til Gunlød, hvor han stjal Skjaldemjøden. I anden myte kaldte han sig Gangråd under sit besøg hos Vaftrudner og Vegtramer foran indgangen til Hel, hvor han manede Vølven op af hendes grav og udspurgte hende. Navnene var således ofte en afspejling af hans primære rolle i de enkelte myter eller historier; i myterne blev tilnavne brugt til at karakterisere figurerne i stedet for psykologiske beskrivelser. Et udbredt tilnavn var fx Valfader: det fik han fordi han blev fosterfader for de helte, der døde på slagmarken (valen), og fik bolig i hans borg, Valhal. Derfor var Odin knyttet til både krigen og døden. Et andet tilnavn var Himmelfader, der var knyttet til hans evne til at omskabe sig til en ørn, en fugl der i indoeuropæiske kulturer i særlig grad ofte er forbundet med himlen. Odins navne kommer primært fra begivenheder på hans mange rejser og de handlinger, han har foretaget på dem.
Fra forskellige kilder kendes der mere end 200 tilnavne eller dæknavne for Odin. Nogle tilnavnene understreger Odins position som fadergud og konge:: Alföðr ("Alfader") ; Aldaföðr "Mænds fader"; Herjaföðr ("Hærfader"); Sigföðr ("Sejrsfader"); Valföðr ("De faldnes fader"). Andre kendte navne er bl.a.: Arnhovde, Atrid, Audun, Bileyg (Biløjd), Bivlinde, Båleyg (Båløjd), Bolværk, Brun/Brune, Dresvarp, Farmatyr (/Roptaty, Herjan, Hrosshårsgråne, Hvatmod, Hvedrung, Hærglad, Hærblinde, Hå/Høj, Ialk, Jevnhå (Den Jævnhøje), Jolner, Kjalar, Langskæg, Launding, Møttul, Njot, Olg, Ölur, Ome, Oske, Ovner, Rane, Ravneguden, Rosterus, Sand/Sandtale, Sejrfar, Sidhat, Sidskæg, Sige, Sigder, Siggaut, Sigmund, Sigtryg, Skilfing, Skjoldval, Svalner, Svavner, Svidrer, Svidur, Svipal, Tud, Tund/Tunn, Tekk, Tror, Trasar, Tveblinde, Tvegge, Ud, Vak/Vakr, Valdr Galga, Vegtam, Vidrimmer, Vidur, Vodin, Våvud, Ygg/Yggr, Yggjung, Yjung.

## Moderne genkomst

### Germansk neopaganisme
Odin er sammen med de øvrige nordiske guder blevet genstand for fornyet dyrkelse. I Norden er denne genskabte religion organiseret i forskellige Asetrosforeninger, som er anerkendte trossamfund i både Island, Norge, Sverige og Danmark.

### Moderne populærkultur
Odin er en hovedperson i Richard Wagners operatrilogi, Der Ring des Nibelungen. Den førte til fornyet interesse for de nordiske guder; i begyndelsen var portrætterne af ham mere baseret på Wagners ideer end på de ældre kilder. Odin har siden optrådt i et væld af forskellige værker som tegneserier, TV-film, litteratur og musik.

### Pseudovidenskab
Siden 17. århundrede, hvor det euhemistiske historiesyn var meget udbredt, har der fremført adskillige pseudovidenskabelige teorier om Odins mulige reelle historiske ophav. Et af de første eksempler var de svenske historikere Olof Verelius og Johan Peringskiöld, der mente at Odinfiguren byggede på et historisk forbillede, som de gav navnet Sigge Fridulfsson.

### Odense Boldklub
Blandt fansene i fodboldklubben Odense Boldklub er der opstået en dyrkelse af Odin, da man anser Odin for at være knyttet sammen med byen Odense. Der er således blevet produceret merchandise, tifoer og sange, som omhandler Odin. Odense havde desuden tidligere et tårn, som hed Odinstårnet.